# Coryne graeffei
Coryne graeffei is een hydroïdpoliep uit de familie Corynidae. De poliep komt uit het geslacht Coryne. Coryne graeffei werd in 1883 voor het eerst wetenschappelijk beschreven door Jickeli. 